# Prionostemma lubeca
Prionostemma lubeca is een hooiwagen uit de familie Sclerosomatidae.